# 方叔洪
方叔洪（1908年—1939年），山东历城人，中華民國軍人，官至中將。他為抗日戰爭期間陣亡的中國軍方高級將領之一。

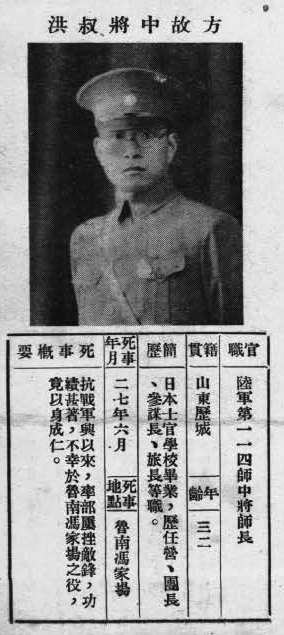
《抗戰軍人忠烈錄》（第一輯）中的方叔洪烈士遺像

方叔洪名范，以字行。1908年生于山东省济南市一个书香世家，其父是济南名士方慰农，曾任山东省阳城县、淄川县县长，胶济督办公署秘书长，胶济铁路筹办货捐局总办，直隶河务局局长等職。
方叔洪1925年以优异成绩毕业于济南市山东省立第一中学。1925年秋，先自费去日本东京成城学校学习日文，然后回国考取山东公费留学名额，再赴日本入日本陆军士官学校学习军事。1927年春，在东京近卫联队入伍半年，秋季入该校二十四期步兵科，于1929年在士官学校毕业。毕业后，又邀同学及好友翁照垣（后任国民党陆军第六军长）一同去法国慕漠尼航空学校学习航空、去德国学习炮兵技术，1930年回国到十九路军效力。
1936年方叔洪的妻子杨晔患肺结核病住北京协和医院，方叔洪此时正与东北军共商抗日大计，其妻的病逝未能顾及。
“七七”事变后，方叔洪此时任112师（师长霍守义）667团长，自11月27日到12月1日浴血奋战5昼夜在江阴要塞。（附带交代一句112师672团长万毅是中共地下党员，当时他在战报里面说“江阴守备部队、江阴江防司令、要塞司令、长江下游海军司令、兵团指挥司令，等等名目繁多，互不协调，指挥系统不清，司令太多，就不知道哪个司令管哪个司令。”）
台儿庄大战后，蒋介石设立鲁苏游击战区，于学忠任总司令，方叔洪先被委任为51军114师参谋处长，后又晋升旅长，副师长、中将师长。奉命率领114师进入鲁南地区打游击。
1939年6月初，日军以三个师团的兵力扫荡鲁南。方叔洪指挥114师分拒莱芜，蒙阴、鲁村三面之敌，大小战斗十余次。 6月下旬，日军组织兵力大举进犯114师阵地，方叔洪将师部主力大部转移出敌人包围圈外，亲率师部特务连、战斗营及十六团由下高村向东南方向转移。6月23日到达丞石沟一带宿营。早四时，发现敌军一部约300人，携炮二门到达太平官庄。方叔洪遂令69团前往包抄，激战竟日，敌人凭借碉堡顽抗，正当方叔洪准备进行夜袭时，不料傍晚敌人又增兵五、六百人及山炮四门，由沂水东里店进抵石坑峪，妄图解救太平官庄被我军包围之敌。69团警戒部队及战斗营奋勇阻击敌人的增援部队，经过异常激烈战斗，终于阻敌于冯家场（今沂源）。23日夜，69团夜袭太平官庄未能奏效，24日又激战终日。6月25日晨，方叔洪获悉太平官庄被我军包围之敌有突围迹象，认为歼敌时机已到，即严令69团务必完成歼敌任务，并亲自到达老洼子督战。六时许，太平官庄之敌向俊家场方向溃退。此时，彭家场附近以及冯家场、公家场、闫家场等地均布满前来救应的日军，并集中火力向方叔洪部进行射击，包围了直属部队。我军将士与数倍于我的日寇展开血战，激战了三小时余，我官兵伤亡过半，方叔洪本人头部、腰部中弹多处。敌人包围圈逐渐缩小，日军向他步步逼进，突围已经绝望，为了不落入敌人魔掌，方叔洪用自佩的六轮手枪，向已负重伤的头部补射一枪，壮烈殉国，时年仅31岁，是抗战初期牺牲的最年轻将官之一。
最初葬埋方叔洪的是日军中的一个军官，為方叔洪当年旅日的同学。